# تیم ملی والیبال زنان آلبانی
تیم ملی والیبال زنان آلبانی (انگلیسی: Albania women's national volleyball team) تیم ملی والیبال مختص زنان آلبانیایی است که به عنوان نماینده آلبانی در رقابت‌های رسمی و دوستانه با حریفان به رقابت می‌پردازند.